# Seka Dobric
Seka Dobric (Doboj (Joegoslavië), 21 april 1966) is een Belgische onderneemster, auteur en podcasthost.
Dobric kwam op haar 21e naar België vanwege de oorlog in voormalig Joegoslavië. Ze werkte als luchthavenmanager voor de KLM. Na een ziekteperiode richtte ze met haar echtgenoot de DL Groep op. In 2008 werd ze gekozen tot Mrs. Globe Belgium.
In 2020 publiceerde Dobric haar biografie Vlucht Naar Mijn Droom. Zij was tevens te zien in het 5e seizoen van het realityprogramma The Sky is the Limit.
In 2021 werd Dobric het gezicht van het boekenplatform Boeken.café.